# Powódź w Poznaniu (1586)
Powódź w Poznaniu w 1586 – powódź, która nawiedziła Poznań w pierwszych dniach kwietnia 1586 i należała do największych w historii miasta (zalaniu uległ 
praktycznie cały obszar miasta i przedmieść z wyjątkiem wyższych poziomów terasowych Warty powyżej rzędnej 58,00 m n.p.m. – wodowskaz na Chwaliszewie wskazywał 9–10 m wody).
Klęska nawiedziła Poznań po długotrwałych opadach deszczu i śniegu. Całkowitemu prawie zalaniu uległy: Chwaliszewo, Ostrów Tumski, Grobla, Śródka, Garbary, Rybaki, Gąski, Piaski i prawie cały obszar Starego Miasta. Po Starym Rynku poruszanie się było możliwe wyłącznie łodziami. W katedrze woda dotarła powyżej stopni ołtarza głównego.